# On s'en fout, nous on s'aime
Pour plus de détails, voir Fiche technique et Distribution.
On s'en fout, nous on s'aime est un film français réalisé par Michel Gérard et sorti en 1982.

## Synopsis
Julien, un lycéen de 17 ans, déploie tous ses charmes pour conquérir Nathalie. Quand il parvient à ses fins, les difficultés ne font que commencer pour trouver le moyen de passer les nuits ensemble.

## Fiche technique
- Titre original : On s'en fout, nous on s'aime
- Réalisateur et scénariste : Michel Gérard
- Coscénariste : Didier Gérard
- Adaptation : Michel Gérard, Didier Gérard et Jean-François Navarre
- Assistant réalisateur : Xavier de Cassan
- Production : Michel Gérard et Jean-François Navarre pour Imacité
- Directeur de production : Raphaël Caussimon
- Distribution : Les Films Méric
- Directeur de la photographie : Jean Monsigny
- Montage : Gérard Le Dû
- Musique : Rachid Bahri
- Chanson interprétée par Gilbert Montagné
- Son : Jacques Gérardot
- Création des costumes : Eve-Marie Arnault
- Coordinateur des cascades : Claude Carliez et Michel Carliez
- Format : Pellicule 35 mm, couleur Fujicolor
- Pays d'origine : France
- Genre : comédie
- Durée : 90 minutes
- Date de sortie : 16 juin 1982 en France

## Distribution
- Ariel Besse : Nathalie
- Didier Clerc : Julien Salvet
- Darry Cowl : M. Salvet, le père de Julien
- Colette Castel : La mère de Julien
- Michel Galabru : Tonton Aristote
- Alain Beigel : Grégory
- Evelyne Grandjean : La mère de Nathalie
- Philippe Castelli : Le professeur de Français
- Jean Rougerie : L'huissier
- Catherine Lachens : La mère de Grégory
- Jackie Sardou : La prof. chahutée
- Bernard Charlan : Le père de Florence
- Annie Savarin : La mère de Florence
- Sheila O'Connor : Florence
- Patrice Melennec : Le déménageur
- Alexandre Lévy :
- Laurence Lévy :
- Gérard Loussine : L'ambulancier
- Sylvia d'Ivine : La sœur de Nathalie
- Stéphane Guillon : Nicolas
- Philippe Cluzeau :
- Stéphane Cochet :
- Renaud Benoît :
- Sophie Bertaut :
- Valérie Ferrer :
- André Gely :
- François Nassac : Loubard métro 1
- Jacques Penot : Loubard métro 2
- Diane Simenon :